# Djamila Debèche
Djamila Debèche (quelquefois écrit Debêche ou Debbeche), née 30 juin 1926 à Aïn Oulmene en Algérie et morte le 6 août 2010 à Paris,, est une féministe, une journaliste, une essayiste et une romancière franco-algérienne, une pionnière comme journaliste et comme romancière en Algérie. Toutefois, elle s'inscrit dans une logique assimilatrice, adoptant le mode de vie européen comme modèle. Elle choisit finalement, au moment de la guerre d'Algérie, de se faire naturaliser française.

## Biographie
Née le 30 juin 1926 à Aïn Oulmene, au sud de Sétif, elle devient orpheline à l'âge de deux ans et est élevée par ses grands-parents [certaines sources indiquent un autre lieu de naissance, à Bordj Okhriss]. Elle effectue des études à Alger,  où elle vit jusqu’à l’âge de seize ans. En 1942, elle anime des émissions pour les femmes à la Radio, portant notamment sur la scolarisation nécessaire des jeunes filles. Quelques années plus tard, elle publie un article dans la revue Terre d'Afrique, le numéro d'été 1946, pages 141à 161, sur La femme musulmane dans la société. En 1947, elle lance un mensuel, L’Action, revue féministe et culturelle, dont dix numéros paraissent. Elle participe à un congrès féminin international à Paris du 28 septembre au 1er octobre 1947 en tant que directrice de cette revue,,,,.
En 1947 toujours, elle publie un premier roman, Leïla, jeune fille d'Algérie. Le personnage principal, Leïla, est d’origine saharienne, mais a la possibilité de fréquenter une école catholique pour filles à Alger, et est adoptée par une famille européenne, puis mène un travail comme d’éducatrice pour les jeunes femmes du sud algérien. 
Elle publie ensuite deux essais, à Alger, Les Musulmans algériens et la scolarisation en 1950, et L'Enseignement de la langue arabe en Algérie et le droit de vote aux femmes algériennes en 1951. La guerre d'Algérie commence en 1954. Elle choisit de se faire naturaliser française et de s'installer en France, cherchant également à maintenir des échanges culturelles avec sa communauté d'origine. Elle fait paraître en 1955 un deuxième roman, Aziza, toujours à Alger,,,, puis en 1959, un troisième essai, Les grandes étapes de l'évolution féminine en pays d'Islam, publié cette fois en France.

## Principales publications
Romans
- 1947 : Leïla, jeune fille d'Algérie.
- 1955 : Aziza. Prix Roberge de l’Académie française en 1957

Essais
- 1950 : Les Musulmans algériens et la scolarisation.
- 1951 : L'Enseignement de la langue arabe en Algérie et le droit de vote aux femmes algériennes.
- 1959 : Les grandes étapes de l'évolution féminine en pays d'Islam.